# Pop-Up Dynamo!
Pop-up Dynamo! — дебютный студийный музыкальный альбом шведской поп-рок группы PG Roxette, выпущенный 28 октября 2022 года. Изначально выход альбома планировался в сентябре 2022 года, однако позже его релиз был отложен.
Продюсерами альбома стал Пер Гессле, а также бас-гитарист Магнус Бёрьесон и клавишник Кларенс Эверман, который продюсировал все альбомы Roxette с момента основания группы в 1986 году. Некоторые песни (например, бисайд второго сингла «Walking On Air», песню «Necessary») Гессле спродюсировал вместе с Кристофером Лундквистом.
В интервью гамбургской радиостанции «Hamburg Zwei», Гессле признался, что и по написанию и по записи альбом напомнил ему его собственную работу в конце 1980-х, начале 1990-х. Поэтому, он говорит о том, что этот альбом является «потерянным звеном» между альбомами Roxette «Look Sharp!» (1988) и «Joyride» (1991). Вместе с тем, музыкант хотел добиться современного звучания и не быть чересчур «ретро».

## История
В интервью Гессле рассказал, что хотел записать альбом с быстрыми энергичными песнями, «основываясь на звуке в своей крови и ДНК». Таким является звук конца 1980-х, начала 1990-х. В то же время музыкант хотел придать пластинке современное звучание, при этом чтобы она не звучала слишком «ретро» или «ностальгически». На ней можно будет непременно услышать «классические элементы Roxette».
Первой для альбома была написана осенью 2019 года «Walking On Air», заглавная песня и второй сингл. Остальные песни были написаны в похожей манере, объединённые общим стилем попа 1980-90-х гг. По этой причине Гессле написал на своей странице в социальной сети Facebook, что альбом «Pop-up Dynamo!» это «потерянное звено между альбомами [Roxette] „Look Sharp!“ (1989) и „Joyride“ (1991)».

## Музыканты
PG Roxette
- Пер Гессле — вокал, гитара
- Хелена Юсефссон — вокал, бэк-вокал, перкуссия
- Деа Нурберг — вокал, бэк-вокал
- Кларенс Эверман — клавишные
- Магнус Бёрьесон — бас-гитара, бэк-вокал
- Кристофер Лундквист — гитара, электрогитара, бэк-вокал
- Юнас Исакссон — гитара

Приглашённые музыканты
- Léon[англ.] — шведская певица, вокал для песни «My Chosen One»

Другие музыканты
- Стаффан Карлссон (швед. Staffan Karlsson) — инженер звукозаписи. В 2021 году он на студии «Sweetspot» был одним из трёх (вместе с Магнусом Бёрьесоном на студии «Farozon» и Кристофером Лундквистом на студии «Aerosol Grey Machine») инженеров звукозаписи при записи дебютного сингла группы на песню «Nothing Else Matters». В 2022 году он вновь сотрудничал с Гессле в работе над альбомом Gyllene Tider «Hux flux» (2023).

## Список песен
Первые 11 песен вышли на CD, 12" виниловой пластинке белого цвета, а также в формате цифровой дистрибуции. На цифровых платформах, следующие 11 песен вышли как «Disc 1»:
Disc 1
1. Walking On Air (3:11)
2. Me And You And Everything In Between (3:32)
3. Headphones On (3:23)
4. You Hurt The One You Love The Most (4:16)
5. Watch Me Come Undone (3:43)
6. The Craziest Thing (3:11)
7. Debris (3:28)
8. The Loneliest Girl In The World (3:01)
9. Jezebel (3:56)
10. My Chosen One (3:28)
11. Walk Right In (4:03)

В формате цифровой дистрибуции были также выпущены следующие треки:
Dics 2
1. Sunflower
2. Necessary
3. Necessary (Long Version)

Disc 3
Пер Гессле записал отдельные звуковые дорожки, где на английском языке рассказывает об истории создания альбома, людях, которые работали над записью, а также истории написания песен.
1. Per Gessle Talks P-UD! — Album title
2. Per Gessle Talks P-UD! — Background #1
3. Per Gessle Talks P-UD! — Background #2
4. Per Gessle Talks P-UD! — Background #3
5. Per Gessle Talks P-UD! — Demo Recordings
6. Per Gessle Talks P-UD! — Album Recordings #1
7. Per Gessle Talks P-UD! — Album Recordings #2
8. Per Gessle Talks P-UD! — Idea
9. Per Gessle Talks P-UD! — Inspiration
10. Per Gessle Talks P-UD! — Producers
11. Per Gessle Talks P-UD! — Musicians
12. Per Gessle Talks P-UD! — Singers #1
13. Per Gessle Talks P-UD! — Singers #2
14. Per Gessle Talks P-UD! — Record Sleeve
15. Per Gessle Talks P-UD! — The Photo Shoot
16. Per Gessle Talks P-UD! — The Video Shoot
17. Per Gessle Talks P-UD! — The Future
18. Per Gessle Talks P-UD! — Walking On Air
19. Per Gessle Talks P-UD! — Me And You And Everything In Between
20. Per Gessle Talks P-UD! — Headphones On
21. Per Gessle Talks P-UD! — You Hurt The One You Love The Most
22. Per Gessle Talks P-UD! — Watch Me Come Undone
23. Per Gessle Talks P-UD! — The Craziest Thing
24. Per Gessle Talks P-UD! — Debris
25. Per Gessle Talks P-UD! — The Loneliest Girl In The World
26. Per Gessle Talks P-UD! — Jezebel
27. Per Gessle Talks P-UD! — My Chosen One
28. Per Gessle Talks P-UD! — Walk Right In

### Обзор песен
Информация о некоторых песнях представлена по рассказам самого автора альбома, Пера Гессле, из серии треков «Per Gessle Talks Pop-Up Dynamo!» (с англ. — «Пер Гессле рассказывает о Pop-Up Dynamo!»), представленных на Диске 3 цифрового издания альбома.
- «Walking On Air»: как признаётся сам Гессле, весь проект PG Roxette начался для него именно с этой песни. Он получил запрос написать песню для фильма «Топ Ган: Мэверик» (2022)[7]. Песня должна была звучать в одной сцене, где герои фильма танцуют на пляже — это нашло отражение в тексте песни («Oh, I am sure you love to dance on the beach»). Песня была написана в стиле 1980-х; была записана демоверсия с Хеленой Юсефссон. Тем не менее, сотрудники кинокомпании не связывались больше с Гессле после их первого обращения и музыкант решил оставить композицию для одного из своих будущих проектов. Гессле признаётся, что не смотрел фильм и не знает, вырезали ли из него сцену с танцем на пляже или песня просто не понравилась продюсерам. Гессле тем не менее оценил совместный вокал Юсефссон и Нурберг и решил включить эту песню в данный альбом[8]. Второй сингл из альбома.
- «Me And You And Everything In Between»: Гессле начал писать эту песню в Стокгольме в начале апреля 2020 года. Сначала была написана мелодия и вступление, потом куплеты — весь процесс занял около недели. В мае того же года он записал демоверсию в студии «T&A» (Хальмстад) с Матсом МП Перссоном и Хеленой Юсефссон. Гессле отправил эту версию продюсерам, Кларенсу Эверману и Магнусу Бёрьесону, которые, по его словам, «конечно же всё поменяли». В песне стало звучать больше синтезаторов, что понравилось Гессле — он отмечает, что песня стала звучать «как хитовый сингл из другой эры», ему особенно нравится как в этой песне звучит вокал Хелены Юсефссон[9].
- «Headphones On»: Гессле написал эту песню в Стокгольме в начале марта 2021 года. Это была последняя песня, которую музыкант написал для «Pop-Up Dynamo!». По признанию Гессле он хотел включить в альбом ещё одну быструю песню, поэтому с небольшим количеством вдохновения от прослушивания The Cars, Blondie и коллекции своих собственных произведений, была написана эта песня. Юнас Исакссон, гитарист из классического состава Roxette записал гитарное соло для этой композиции. Гессле отмечает, что «сегодня никто уже больше не записывает гитарные соло», однако это то, что отличает песни Roxette и Исакссон как раз является автором самых известных гитарных соло в самых известных хитах группы. Вокальные партии исполняют Хелена Юсефссон и Деа Нурберг, а сам Гессле поёт фальцетом, по его признанию, «как Барри Гибб» — Кристофер Лундквист свёл в студии три записанные вокальные партии воедино[10].
- «You Hurt The One You Love The Most»: В феврале 2020 года Гессле был в Амстердаме и провёл целый день в студии «Martin Garrix Studio», где работал с суринамско-нидерландским продюсером, пианистом и автором песен Джиороджио Тюинфортом[англ.]. Музыканты уже сотрудничали ранее — так они написали хит Mono Mind «Save Me a Place», а также другие песни для Mono Mind с Давидом Геттой. Тюинфорт предложил Гессле написать вместе новый хит, похожий на «Listen to Your Heart» — он сел за рояль и начал играть мелодию, которая на самом деле напомнила Гессле вступление к «Listen to Your Heart». Гессле начал ему подпевать и примерно через 30 минут песня была готова. Через два дня Гессле вернулся в Стокгольм и записал все написанные части мелодии как единое целое, а также написал текст песни. В мае 2020 года Гессле написал outro для песни, которое отличалось от основного стиля композиции[11].
- «Watch Me Come Undone»: песня была написана в мае 2020 года. Гессле отмечает, что ему очень понравилось, как продюсеры Магнус Бёрьессон и Кларенс Эверман оформили конечный вариант песни в стиле 1980-х[12].
- «The Craziest Thing»: в феврале 2021 непосредственно перед тем, как работа над альбом была завершена, музыканты работали над этой песней, «близнецом „Headphones On“». По каким-то причинам Гессле не мог написать, по его словам, «достойный» припев. Случайно он наткнулся на одну из своих старых песен, демоверсию которой записал в середине 1980-х. Эту песню написал старый хальмстадский друг Гессле по имени Эдди Йонссоном (швед. Eddie Jonsson). Гессле написал тогда текст к музыке Йонссона. Он признаётся, что много лет не слышал эту песню, но всегда помнил о ней. У этой песни был хороший припев, сама песня никогда не записывалась и не выпускалась. Гессле связался с Йонссоном и спросил разрешения использовать его припев в своей новой песне [для «Pop-Up Dynamo!»], Йонссон согласился. Гессле проиграл собственную демоверсию продюсерам Магнусу Бёрьесону и Кларенсу Эверману, которая [в студии] мгновенно превратилась в «бонанзу из 80-х, как продакшн Pet Shop Boys с оркестром и всё такое»[13]. В 1991 году Гессле и Йонссон написали песню «Every Beat of My Heart» для шведской певицы Каролы Хеггквист (третий сингл из альбома Much More[англ.] (1990)). Кроме того, Гессле и Йонссон совместно написали песню «Memories», демоверсия которой (1 апреля 1990 года) записана на «Demo Cassette 7» — о чём Гессле рассказывал на своей странице в социальной сети Facebook.
18 августа 2023 года слегка переписанная и переработанная (Lost Boy remix) эта песня вышла в качестве сингла, как официальная песня Чемпионата Европы по настольному теннису (2023), который прошёл в Мальмё[14].
- «Debris»: Гессле начал писать эту песню в июне 2019 года, но не работал над ней в полной мере до лета 2020 года. Музыкант написал песню на акустической гитаре, куплеты и припев примерно в одно и то же время. Эта песня напоминает музыканту сингл Roxette «Crash! Boom! Bang! (song)[англ.]» (1994). Гессле отмечает, что крайне доволен тем, как Магнус Бёрьесон и Кларенс Эверман аранжировали и спродюсировали эту песню — синтезаторы во вступлении напоминают ему заглавную тему из сериала «Сыщики-любители экстра-класса» (1971), который Гессле с удовольствием смотрел в детстве. Кристофер Лундквист записал гитарные партии для этой песни[15].
- «The Loneliest Girl In The World»: первый сингл из альбома[3]. Гессле написал эту песню на гитаре в марте 2020 года. По его словам, это одна их песен, которая выбивается из обычного рядя песен, когда уже в момент её написания понятно, что она будет особенной. В демоверсии, которую записал Гессле, доминирует гитара, в отличие от альбомной версии. Общее звучание песни было немного изменено для того, чтобы соответствовать стилю всего альбома. На демоверсии присутствует бридж между куплетом и припевом, но продюсеры Магнус Бёрьесон и Кларенс Эверман убрали его, потому что по их мнению песня была бы иначе слишком длинной[16].
- «Jezebel» была изначально написана в стиле кантри. Оригинал звучал немного быстрее, чем финальный вариант, записанный в альбоме. Мелодию Гессле написал в июне 2016, а текст в ноябре 2017 года. После того, как музыкант оформил финальный вариант песни, он записал демоверсию в хальмстадской студии «T&A» с Матсом МП Перссоном и Хеленой Юсефссон. Вариант песни, над которым музыканты работали в то время не предназначался для альбома «Pop-Up Dynamo!», но Гессле песня очень нравилась и он записал ещё одну демоверсию, на этот раз с Кристофером Лундквистом в его студии AGM в Сконе весной 2021 года. Песню исполняли только двое: Лундквист (ударные, бас и гитара) и Гессле (клавишные); также были использованы вокальные партии, записанные Хеленой Юсефссон. Даже прослушав конечный вариант песни, Гессле не был уверен, стоит ли включать её в альбом «Pop-Up Dynamo!», потому что песня сильно отличается от других композиций. В конечном счёте песня вошла на пластинку, как признаётся сам музыкант, потому, что он вовлечён в большое количество различных проектов и ему это нравится[17].
- «My Chosen One»: песня была написана в декабре 2019 года. Это одна из первых песен, которые были написаны для данного альбома. Гессле записал демоверсию в хальмстадской студии «T&A» совместно с Матсом МП Перссоном и Хеленой Юсефссон. Чуть позже Гессле решил записать песню с приглашённым артистом. Однажды он услышал по радио песню, которую исполняла шведская певица Léon. Гессле никогда не слышал о ней до этого момента — её голос напомнил Гессле голос британской певицы Таниты Тикарам, творчество которой очень нравилось ему в 1980-е. Гессле записал вокальную партию вместе с Léon на студии в Стокгольме. По его признанию, это одна из самых любимых его песен из этого альбома[18].
- «Walk Right In»: была написана на рояле в мае 2020 года. Гессле также записал несколько инструментальных семплов в студии «T&A» до тех пор, пока мелодия песни не оформилась как единое целое. Текст к готовой музыке был написан очень быстро, но музыкант понял, что ему будет тяжело петь эту песню, так как предложения были очень длинными. Тем не менее Хелена Юсефссон справилась с этим. Магнус Бёрьесон и Кларенс Эверман доработали демоверсию, добавив бас в стиле Джорджа Морроу[англ.], который полностью отсутствовал на демоверсии[19].

## Синглы
Из альбома было выпущено четыре сингла:
- The Loneliest Girl In The World (3 июня 2022 года)
  1. The Loneliest Girl In The World (3:01)
  2. Sunflower (3:23)
- Walking On Air (23 сентября 2022 года)
  1. Walking On Air
  2. Necessary
  3. Walking On Air (Bridge & Mountain Remix)

«Walking On Air» также был выпущен 23 сентября 2022 года в цифровом формате в виде мини-альбома со следующим списком песен:
1. Walking On Air (3:11)
2. The Loneliest Girl In The World (3:01)
3. Walking On Air (Bridge & Mountain Remix) (3:13)
4. Necessary (3:02)
5. Sunflower (3:23)

- My Chosen One [feat. LÉON] (2022)
  1. My Chosen One [feat. LÉON] (3:28)
  2. Jezebel (Bridge & Mountain remix) (03:17)
- Headphones On (13 января 2023) — только цифровой сингл
  1. Headphones On (Radio Edit) (2:27)
- The Craziest Thing (18 августа 2023) — цифровой + 7" винил
  1. The Craziest Thing
  2. Just Perfect

## Форматы
Альбом выпускается в формате цифровой дистрибуции и потокового вещания, а также на физических носителях:
- компакт-диск CD (EAN: 5054197129537)
- обычная (чёрная) виниловая пластинка 12" LP (EAN: 5054197122101)
- 12" виниловая пластинка LP, ограниченное Deluxe издание на белом виниле с 8-страничным буклетом (EAN: 5054197122118)

## Отзывы критиков
- Шведский таблоид «Aftonbladet» отмечает, что Гессле продолжает создавать музыку, за которую Roxette любят и ценят во всём мире. Тем не менее, именно «баллады на этом альбоме сверкают особенно ярко». Дебютный сингл «The Loneliest Girl In The World» по мнению обозревателя Наташи Азарми является одной из самых энергичных песен на диске и впечатляет больше всего. Кроме того, она замечает, что альбом очень гармоничен в том, что Гессле зачастую поёт куплеты, а Хелена Юсефссон и Деа Нурберг — припевы, в этом их вокал объединяется в единое целое — также как Гессле работал с Мари Фредрикссон в Roxette[20].
- Обозреватель шведского таблоида «Expressen» Anders Dahlbom пишет, что Гессле «по-прежнему крут в написании запоминающихся песен». Кроме того, отмечается, что он «продолжает развивать наследие Roxette, с любовью оглядываясь назад»[21].
- Юхан Линдквист (швед. Johan Lindqvist), обозреватель шведской газеты «Göteborgs-Posten» отмечает в своей рецензии, что «Мари Фредрикссон, разумеется нет на этой записи, но её голос отчётливо слышен». Кроме того, Линдквист пишет, что «написание песен Гессле может показаться эффективным пройти механическим способом, но он несомненно слышит какая [из написанных им самим песен] подойдёт для Roxette, какая для Gyllene Tider, а какую можно сплавить [группе] Sven-Ingvars»[22].
- Обозреватель южношведской газеты «Sydsvenskan» Хокан Энгстрём (швед. Håkan Engström) пишет, что «Roxette Пера Гессле живёт на искусственном дыхании», а «поп-музыка глупая в том смысле, что быстро поднимает уровень сахара в крови, но также быстро и проходит»[23].
- Томас Юнссон (швед. Thomas Jonsson), обозреватель «Värmlands Folkblad» отмечает, что «сокровище» музыки Гессле основывается на двух принципах: «по-настоящему очаровательная и приятная аура и, казалось бы, ненасытное любопытство к музыке». Альбом «Pop-Up Dynamo!» одновременно звучит как классическая музыка Roxette, и в то же время нет. «Иногда, почти призрачно припевы подходят к тонам Фредрикссон, в то же время по естественным причинам голосу Гессле придаётся большее значение. К лучшему или к худшему»[24].
- Обозреватель шведскоязычного портала «Gaffa» Иева Киселюте (лит. Ieva Kisieliūtė) отмечает, что только тот факт, что 2022 год звучит как 1980-е уже само по себе заслуживает похвалы. Она отмечает историю написания второго сингла из альбома для фильма «Топ Ган: Мэверик» (2022) и оценивает альбом на 3 балла из 6[7].